# Пятницкая церковь (Вильнюс)
Храм во имя святой мученицы Параскевы Пятницы (лит. Šv. kankinės Paraskevės cerkvė, также известен как Пя́тницкая це́рковь, лит. Piatnicos cerkvė или Параскевинская церковь, лит. Paraskevos cerkvė) — православный храм в Вильнюсе в Старом городе, на перекрёстке улиц Замковой (Пилес), Большой (Диджёйи) и Лоточек (Латако). Относится к Виленской и Литовской епархии Русской православной церкви.
Памятник архитектуры. Включён в Реестр культурных ценностей Литовской Республики (код 27299), охраняется государством. Считается первым каменным христианским храмом в городе.
Приписана к Пречистенскому кафедральному собору

## Значение
Сравнительно небольших размеров и не отличающаяся особенными архитектурными достоинствами Пятницкая церковь известна тем, что в ней российский самодержец Пётр Великий отслужил благодарственный молебен за победу над шведским королём Карлом XII во время Северной войны. Пятницкой церкви царь подарил захваченное у шведов знамя (в некоторых источниках говорится о знамёнах), в 1822 году по распоряжению князя Адама Чаротрыйского переданное в пулавский храм Сивиллы.
В этом же храме царь Пётр крестил арапа Ганнибала, прадеда Александра Сергеевича Пушкина (по всей вероятности, во второй половине июля 1705 года: Пётр Великий находился в Вильне с 15 июля по 1 августа 1705 года). Восприемниками были царь и королева польская Христина-Эбергардина, жена короля Августа II.
Об этих событиях напоминает одна из мемориальных таблиц на нынешнем здании церкви. Текст гласит:

В сей церкви Император Петр Великий в 1705 г. слушал благодарственное молебствие за одержанную победу над войсками Карла XII подарил ей знамя отнятое в той победе у шведов и крестил в ней Африканца Ганнибала деда знаменитого поэта нашего А. С. Пушкина.

Таблицы говорят также о происхождении, древнейшей истории храма и его восстановлении.
В церкви были крещены в православие трое приближенных князя Ольгерда (Альгирдаса) с христианскими именами Антоний, Иоанн и Евстафий. Они приняли мученическую смерть в 1347 году и канонизированы как Виленские мученики. Кроме того, в этой церкви были крещены все двенадцать сыновей Ольгерда (Альгирдаса) от Марии Витебской и Иулиании Александровны, княжны Тверской. Мария Ярославовна, скончавшаяся в 1346 году, была погребена в этой церкви.

## История
По не вполне достоверным источникам, в древности на этом месте находилось капище литовского бога пивоваров, пива и мёда Рагутиса. По настоянию первой супруги великого князя литовского Ольгерда витебской княжны Марии Ярославны, капище было разрушено и на его месте в 1345 году был возведён православный храм. Первый каменный христианский храм в Вильне был построен по образцу древних киевских и новгородских церквей — с хорами, закрывавшимися зелёными прозрачными занавесями: за ними располагались молящиеся женщины. В «Хронике Лодзяты» (XVII века) сказано, что Пятницкая церковь — «первый каменный храм истинного Бога, воздвигнутый в литовской столице и земле».
Церковь неоднократно страдала от пожаров. Во время большого пожара 1557 года церковь сгорела дотла. Особой королевской грамотой повелевалось на виленской площади Лоточек, на пепелище, построить новый храм. В 1560 году храм был восстановлен.
В очередной раз она сгорела в 1610 году и была восстановлена в 1698 году, постепенно приходила в упадок из-за недостатка прихожан и конфликтов между православной и униатской церквями. В 1611 году перешла в ведение униатов и пришла в совершенный упадок. Православный митрополит Киевский Пётр Могила писал:

... на месте церкви Параскевы — Пятницы в Вильне кабак устроили, а строения, принадлежавшие ей воздвигнутые православными для благотворительных дел, под публичные, развратные дома отдали
В 1748 году вновь сгорела почти до основания и с трудом была восстановлена.
С ликвидацией в 1839 году униатской церкви в Литве храм перешёл к православным, однако перестал быть собственно храмом, являя ветхое строение без крыши, использовавшееся как дровяной склад. По инициативе генерал-губернатора М. Н. Муравьёва храм в 1864 году был фактически заново отстроен на прежнем месте по чертежам архитектора Марциновского. При этом были снесены строения, окружавшие остатки церкви, чтобы храм занял доминирующее положение. От древних строений сохранилась незначительная часть стены. При восстановительных работах нашли обломок стены, на котором славянским письмом выведен год, соответствующий году «сотворения мира». Освящён храм при генерал-губернаторе К. П. фон Кауфмане в 1865 году. В 1886 году площадка, на которой стоит церковь, была обнесена железной оградой на каменном фундаменте.
В конце XIX века церковь собственного прихода не имела, была приписана к располагающейся неподалёку Никольской церкви и состояла в ведении военного ведомства. Храм был приписан к Никольской церкви и в период между Первой и Второй мировой войнами. Во время Второй мировой войны в церкви выгорел интерьер.
В 1945—1949 годах был проведён капитальный ремонт. В 1946 году в Пятницком приходе было зарегистрировано 100 прихожан. К 1959 году существовал проект оборудования в церкви музея атеизма. Однако музей атеизма был устроен позднее в костёле Святого Казимира. Пятницкая церковь в 1961 году была закрыта. С 1962 года в здании храма действовал музей малых художественных искусств — филиал Художественного музея.

## Современное состояние
В 1990 году Пятницкая церковь была возвращена Виленско-Литовской епархии Русской православной церкви. Митрополит Виленский и Литовский Хризостом 31 мая 1991 года совершил чин освящения храма. Храм был заново отремонтирован снаружи и изнутри. Резчиком по дереву Александром Клявиным и иконописцем Владимиром Подгорным был сооружен новый иконостас.
Храм стал приписным к Кафедральному Пречистенскому собору. С 2005 года в Пятницкой церкви богослужения совершаются на литовском языке. Настоятелем храма с 2022 года является епископ Тракайский Амвросий.
На фасаде со стороны небольшой площади на скрещении улиц Пилес, Латако и Бокшто, с автостоянкой и уличной торговлей картинами и сувенирами, укреплены три памятные плиты с надписями об истории храма. Три плиты на стене со стороны закрытого соседними зданиями жилого дома и дворца Ходкевичей перечисляют возобновлённые храмы и членов церковно-строительного комитета, стараниями которого возобновлена эта и другие православные церкви в Вильне во второй половине 1860-х годов, а также дают изображения церкви в развалинах и после восстановления.
5 мая 2011 года во дворе Пятницкой церкви был открыт памятник арапу царя Петра Ганнибалу и его правнуку А. С. Пушкину. По замыслу автора идеи памятника, поэта Юрия Кобрина, воплощённой скульптором Витаутасом Наливайка, скульптурная композиция представляет собой сомкнутые ладони России, в которых заключены овальные медальоны с рельефными изображениями Ганнибала и Пушкина, и православный крест, продолжающий собой мизинцы. Композиция установлена на пьедестале из гранита; ладони изготовлены из бронзы, медальоны с изображением Пушкина и его прадеда — из латуни. Высота памятника составляет 3 метра, вес — 2 тонны.